# Велоспорт на летних Олимпийских играх 2000 — гит с места на 500 метров (женщины)
Соревнования в гите с места на 500 метров по велоспорту среди женщин на летних Олимпийских играх 2000 прошли 16 сентября. Приняли участие 17 спортсменок из 12 стран. Гит с места у женщин впервые включён в программу Олимпийских игр.
Все чемпионаты мира в гите с места в период с 1995 года выигрывала только Фелисия Балланже. Все специалисты прогнозировали уверенную победу этой французской спортсменки. И все прогнозы оправдались. Балланже не только выиграла, но и опередила ближайшую соперницу на пол секунды, что для такой короткой дистанции считается огромным преимуществом.
Медаль, завоёванная Цзян Цуйхуа, стала первой для китайских спортсменов в Велоспорте на Олимпийских играх.

## Призёры
| Золото                   | Серебро                 | Бронза            |
| Фелисия Балланже Франция | Мишель Феррис Австралия | Цзян Цуйхуа Китай |

## Рекорды
| Мировой рекорд     | Фелисия Балланже (FRA)                            | 34,010 с | Бордо, Франция | 29 августа 1998 |
| Олимпийский рекорд | Дисциплина дебютирует в программе Олимпийских игр | '        |                |                 |

Всего за время соревнований в этой дисциплине было установлено пять олимпийских рекордов.
| Дата        | Спортсмен        | Страна  | Время  | Рекорд |
| ----------- | ---------------- | ------- | ------ | ------ |
| 16 сентября | Фелисия Балланже | Франция | 34,140 | OR     |

## Соревнование
| Место | Спортсмены                | Время       | Отставание |
| ----- | ------------------------- | ----------- | ---------- |
| 1     | Фелисия Балланже (FRA)    | 34,140 (ОR) | +0:00      |
| 2     | Мишель Феррис (AUS)       | 34,696      | +0,556     |
| 3     | Цзян Цуйхуа (CHN)         | 34,768      | +0,628     |
| 4     | Ван Янь (CHN)             | 35,013      | +0,873     |
| 5     | Крис Уитти (USA)          | 35,230      | +1,090     |
| 6     | Ульрике Вайхельт (GER)    | 35,315      | +1,175     |
| 7     | Катрин Фрейтаг (GER)      | 35,473      | +1,333     |
| 8     | Таня Дубникофф (CAN)      | 35,486      | +1,346     |
| 9     | Ирина Янович (UKR)        | 35,512      | +1,372     |
| 10    | Даниэла Ларреаль (VEN)    | 35,728      | +1,588     |
| 11    | Магали Форе-Хэмберт (FRA) | 35,766      | +1,626     |
| 12    | Сильвия Саболчи (HUN)     | 35,778      | +1,638     |
| 13    | Лори-Энн Мензер (CAN)     | 35,846      | +1,706     |
| 14    | Люндьелль Хаггинсон (AUS) | 35,859      | +1,719     |
| 15    | Оксана Гришина (RUS)      | 36,169      | +2,029     |
| 16    | Фиона Рамейдж (NZL)       | 36,536      | +2,396     |
| 17    | Мира Касслин (FIN)        | 37,145      | +3,005     |